# Синергетика
Синергетика (англ. Synergetics; від грецького. син — «спільне» і ергос — «дія») — міждисциплінарна наука, що займається вивченням процесів самоорганізації і виникнення, підтримки стійкості і розпаду структур (систем) різної природи на основі методів математичної фізики («формальних технологій»). Синергетичний підхід також застосовується при вивченні такої складної і неструктурованої системи, як мережний інформаційний простір.

## Загальний опис
Синергетика — теорія самоорганізації в системах різноманітної природи. Вона має справу з явищами та процесами, в результаті яких в системі — в цілому — можуть з'явитися властивості, якими не володіє жодна з частин. Оскільки йдеться про виявлення та використання загальних закономірностей в різних галузях, тому такий підхід передбачає міждисциплінарність. Останнє означає співробітництво в розробці синергетики представників різних наукових дисциплін.
Тому термін синергетика використовується як в природничих науках, так і в гуманітарній сфері,.

## Предмет вивчення
Синергетика вивчає нелінійні відкриті дисипативні системи. Такі системи перебувають далеко від термодинамічної рівноваги і обмінюються енергією чи речовиною із навколишнім середовищем. Для перехідних процесів, що відбуваються в таких системах, не виконується закон неспадання ентропії, що призводить до утворення різноманітних дисипативних структур: автоколивань, автохвиль, може виникнути детермінований хаос.

## Історія
Засновником синергетики вважається Герман Хакен, який ввів це поняття в своїй книзі «Синергетика».

## Синергетичний підхід в природознавстві
Основа С. в природознавстві — термодинаміка нерівноважних процесів, теорія випадкових процесів, теорія нелінійних коливань і хвиль.
Основні принципи
- Природні системи є нелінійними, різних видів організації: динамічно стабільні, адаптивні, і найскладніші — еволюціонуючі системи.
- Зв'язок між ними здійснюється через хаотичний, нерівноважної стан систем сусідніх рівнів.
- Нерівноважності є необхідною умовою появи нової організації, нового порядку, нових систем, тобто — розвитку.
- Коли нелінійні динамічні системи об'єднуються, нове утворення не дорівнює сумі частин, а утворює систему іншої організації.
- Загальними для всіх еволюціонуючих систем є нерівноважності, спонтанне утворення нових локальних станів, зміни на макроскопічному (системному) рівні, виникнення нових властивостей системи, етапи утворення, самоорганізації та фіксації нових якостей системи.
- Системи, що розвиваються завжди відкриті (обмінюються енергією, інформацією та речовиною із зовнішнім середовищем), за рахунок чого і відбуваються процеси локальної впорядкованості і самоорганізації.
- У сильно нерівноважних станах системи починають сприймати ті зовнішні фактори впливу, які вони б не сприйняли в більш рівноважному стані.
- У нерівноважних умовах відносна незалежність елементів системи поступається місцем корпоративній поведінці елементів: поблизу стану рівноваги елемент взаємодіє тільки із сусідніми, далеко від рівноваги — «бачить» всю систему цілком і узгодженість поведінки елементів зростає.
- У станах, далеких від рівноваги, починають діяти біфуркаційні механізми — наявність точок біфуркації переходу до того чи іншого щодо довготривалого режиму системи — атрактора. Заздалегідь неможливо передбачити, який з можливих атракторів займе система.

Синергетика пояснює процес самоорганізації в складних системах так:
1. Система повинна бути відкритою. Закрита система відповідно до законів термодинаміки повинна в кінцевому результаті прийти до стану з максимальною ентропією і припинити будь-яку еволюцію.
2. Відкрита система повинна бути досить далека від точки термодинамічної рівноваги. У точці рівноваги як завгодно складна система має максимальну ентропію і не здатна до якої-небудь самоорганізації. У положенні, близькому до рівноваги і без достатнього припливу енергії ззовні, будь-яка система з часом ще більше наблизиться до рівноваги і перестане змінювати свій стан.
3. Фундаментальним принципом самоорганізації є виникнення нового порядку і ускладнення систем через флуктуації (випадкові відхилення) станів їх елементів і підсистем. Такі флуктуації зазвичай придушуються в усіх динамічно стабільних і адаптивних системах за рахунок негативних зворотних зв'язків, що забезпечують збереження структури і близького до рівноваги стану системи. Але у складніших відкритих системах, завдяки притоку енергії ззовні і посилення нерівноважності, відхилення з часом зростають, накопичуються, викликають ефект колективної поведінки елементів і підсистем і, врешті-решт, призводять до «розхитування» колишнього порядку і через відносно короткочасний хаотичний стан системи призводять або до руйнування колишньої структури, або до виникнення нового порядку. Оскільки флуктуації мають випадковий характер, то поява будь-яких новацій у світі (еволюцій, революцій, катастроф) обумовлено дією суми випадкових факторів. Про це говорили античні філософи Епікур (341—270 до н. е.) і Кар Лукрецій (99-45 до н. е.)
4. Етап самоорганізації наступає тільки у випадку переважання позитивних зворотних зв'язків, що діють у відкритій системі, над негативними зворотними зв'язками. Функціонування динамічно стабільних, нееволюціонуючих, але адаптивних систем — а це і гомеостаз живих організмів і автоматичні пристрої — ґрунтується на отриманні зворотних сигналів від рецепторів або датчиків щодо положення системи і подальшого коректування цього положення до вихідного стану виконавчими механізмами. У системі на шляху самоорганізації дані зміни не усуваються, а накопичуються і посилюються внаслідок загальної позитивної реактивності системи, що може призвести до виникнення нового порядку і нових структур. Такими є, наприклад, механізми фазових переходів речовини або утворення нових соціальних формацій.
5. Самоорганізація в складних системах, переходи від одних структур до інших, виникнення нових рівнів організації матерії супроводжуються порушенням симетрії. При описі еволюційних процесів необхідно відмовитися від симетрії часу, характерної для повністю детермінованих і оборотних процесів в класичній механіці. Самоорганізація у складних і відкритих дисипативних системах, до яких належить і Життя, і Розум, а згідно з загальною теорією відносності і увесь Всесвіт у цілому[4], призводять до необоротного руйнування старих і до виникнення нових структур і систем, що поряд з явищем зростання ентропії в закритих системах обумовлює наявність «стріли часу» в Природі.

Синергетика і мехатроніка
Принципи синергетики лежать в основі побудови мехатронних систем (див. мехатроніка) — поєднання в одному агрегаті компонент різної технічної природи (механічних, електротехнічних, комп'ютерних), які адаптивно взаємодіють із зовнішнім середовищем як єдиний функціональний і конструктивний організм.
Синергетичну інтеграцію в мехатроніці при проектуванні здійснюють двома способами: 1) шляхом функціонально-структурної інтеграції (ФС-інтеграції), задачею якою є пошук мехатронних структур, що реалізують задані функціональні перетворення за допомогою мінімального числа структурних блоків і суміжних з ними інтерфейсів на основі програмно-апаратних елементів або у вигляді механічних перетворювачів руху, електротехнічних або гідравлічних перетворювачів енергії; 2) структурно-конструктивної інтеграції (СК-інтеграції), що полягає в мінімізації конструктивних рішень для реалізації необхідної структури.
Синергетична інтеграція повинна виконуватися тільки на основі паралельного проектування, методологією якого (на відміну від традиційного послідовного) є одночасний і взаємопов'язаний синтез всіх компонент (традиційних і інтелектуального характеру) технічної системи мехатронного класу.

## Синергетичний підхід в психології
Синергетика в психології застосовується для моделювання динаміки психофізіологічного статусу людини, проектування закономірностей розвитку соціуму та суспільства
Вперше до плану фундаментальних та прикладних досліджень Інституту психології імені Г. С. Костюка АПН України «синергетичну» тему було включено в 2005 році за ініціативи завідувача лабораторії загальної та етнічної психології М.-Л. А. Чепи. Передбачалося вивчити «Теоретико-методологічні засади синергії психологічної теорії і практики» (державний реєстраційний номер 0105U001106, інвентарний № 0209U008072). По завершені вказаної теми у 2008 році виникла необхідність у дослідженні «Парадигмальних змін основ загальної психології в синергетичному контексті» (2009-20013 рр). Робота отримала державний реєстраційний номер 0109U000170.

## Вивчення синергетики в Україні
«Самоорганізація і культура» А. Свідзінського — праця з культурології, де для вивчення таких складних процесів, як культура, використано методи синергетики.